# Jóhannes Sveinsson Kjarval
Jóhannes Sveinsson Kjarval, född 15 oktober 1885 i Efri-Ey, Meðallandi, död 13 april 1972 i Reykjavik, var en isländsk konstnär. Flertalet av hans verk är bilder av isländskt landskap, ofta med en mysticism. Bland annat finns alver, troll och karaktärer från de klassiska isländska sagorna avbildade. Han är en av de mest kända konstnärerna från Island.
Jóhannes Sveinsson Kjarval mottog Prins Eugen-medaljen 1958.

## Biografi
Jóhannes Sveinsson Kjarval föddes fattig, adopterades och arbetade i sin ungdom som fiskare. På sin fritid ritade och målade han flitigt och lärde sig grundläggande teknik av konstnären Ásgrímur Jónsson. Vid 27 års ålder, och med finansiellt stöd av fiskare och av den isländska landsorganisationen lyckades han komma in på Det Kongelige Danske Kunstakademi i Köpenhamn och utbildade sig där under några år. Senare gjorde han också kortare studieresor till Frankrike och Italien. Verk av Jóhannes Sveinsson Kjarval finns utställda på Reykjaviks konstmuseum.